# Schwarzlori

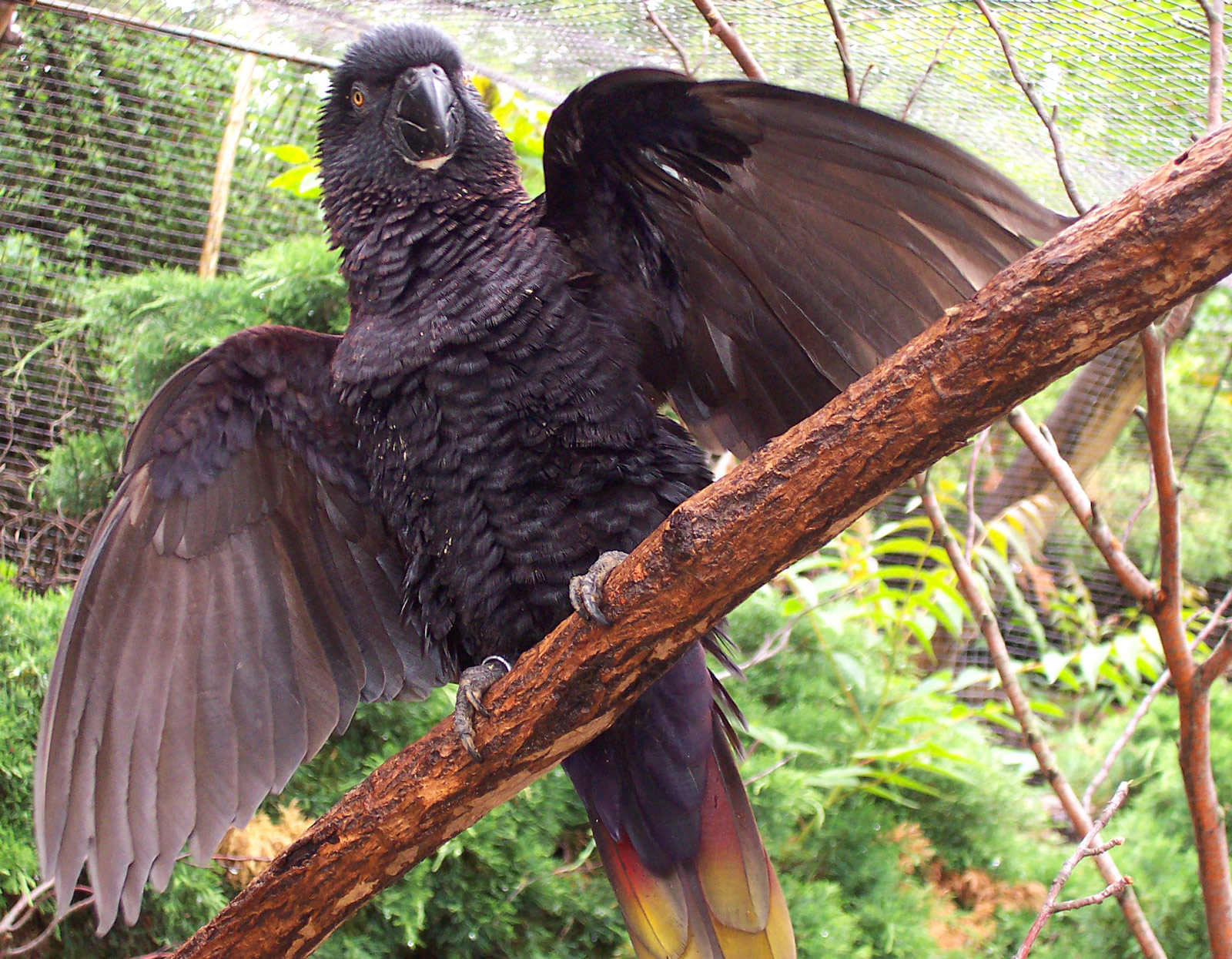
Schwarzlori

Der Schwarzlori (Chalcopsitta atra) ist eine Art aus der Familie der Altweltpapageien und der Gattung der Glanzloris (Chalcopsitta).

## Merkmale
Der Schwarzlori erreicht eine Größe von 32 Zentimeter. Die Färbung des Gefieders ist hauptsächlich bräunlich-schwarz. Je nach Lichteinfall kann das Gefieder purpurblau schimmern. Das Gefieder an Kopf und Hals ist tief schwarz gefärbt, wohingegen es auf Mantel und Flügeldecke samtschwarz ist. Die obere Schwanzdecke und der Bürzel haben eine schwarzblaue Färbung, was den Schwarzlori von allen anderen Lori-Arten unterscheidet. Auf der unteren Schwanzdecke wirken die Federn etwas verwaschen. Die Unterseite des Schwanzes ist glänzend rot mit einer breiten gelben Spitze. Die Innen- und Außenfahnen der Schwingen sind glänzend braunschwarz gefärbt. Die Wachshaut, der Schnabel, die Krallen und die Füße weisen eine schwarze Färbung auf.
Die Jungvögel sind an ihren weißen Augenringen und der weißen Wachshaut erkennbar. Außerdem haben sie eine dunkelbraune Iris.

## Unterarten
- Chalcopsitta atra atra (Scopoli, 1786), die Nominatform.
- C. atra bernsteini (Rosenberg, 1861), können durch ihr tiefes orange-rotes Bein- und Kopfgefieder von C. a. atra unterschieden werden. Diese Unterart ist auf der indonesischen Insel Misool endemisch. Außerdem wird diese Art mit 34 Zentimetern etwas größer als die Nominatform.
- C. atra insignis (Oustalet, 1878), eine markant gefärbte Unterart, die manchmal als Rajah Lorie bezeichnet wird. Sie unterscheidet sich von der Nominatform und C. atra bernsteini durch dunkelrotes Hauben- und Unterflügelgefieder, vereinzelte roten Federn an Hals, Bauch und Flanken. Das Kopfgefieder ist außerdem grau-blau gefärbt.

Von der 1908 durch van Oort beschriebenen vierten Unterart C. atra spectabilis ist nur der von Léon Laglaize, am 13. März 1876 geschossene und im Rijksmuseum Leiden hinterlegte männliche Holotypus aus  dem nordwestlichen Irian Jaya bekannt. Der Zoologe Ernst Mayr äußerte die Vermutung, es handele sich um ein Hybridform (Chalcopsitta insignis x  Chalcopsitta scintillata) oder um eine intermediäre Rasse. Die Unterart wird allgemein nicht anerkannt.

## Stimme
Der Ruf des Schwarzlori ist ein hohes Kreischen oder Zwitschern. Es gibt keine andere Loriart, deren Schrei so grell ist; der Schrei ist allerdings nicht so laut wie der des Weißbürzel- oder Allfarbloris.

## Verbreitung und Bestand
Die Verbreitung des Schwarzloris liegt in Indonesien. Das bewohnte Gebiet reicht vom westlich gelegenen Irian Jaya bis nach Vogelkop und zur Halbinsel Onin. Außerdem kommt er auf den Inseln Batanta, Misool und Salawati vor. Die IUCN Red List führt den Schwarzlori als „Least Concern“.

## Lebensraum und Lebensweise
Der Schwarzlori bewohnt das Tiefland. Die Art sucht offene Habitate wie Kokosnuss-Plantagen, Savannen, die Ränder von Feuchtgebieten, offenes Grasland und schmale, zerstreute Eukalyptus-Haine auf. Außerdem wurde sie in Mangrovenwäldern und Moorgebieten gesichtet. Manchmal werden die Schwarzloris in einer großen Schar auf blühenden Bäumen bei der Futtersuche beobachtet.

## Fortpflanzung
Es ist nur wenig über ihr Paarungsverhalten in freier Wildbahn bekannt, aber männliche Tiere wurden beim Brüten zwischen April und Dezember gesichtet. In Gefangenschaft werden die Eier 25 Tage lang bebrütet, das Weibchen und das Männchen wechseln sich beim Brüten ab. Es werden normalerweise 2 Eier gelegt. Die Jungvögel sind nach 74 Tagen flügge.